# Maciej Ustynowicz
Maciej Adam Ustynowicz (ur. 23 lutego 1983 w Warszawie) – polski łyżwiarz szybki, zawodnik Marymontu Warszawa.

## Kariera
Specjalizował się w konkurencjach sprinterskich. Największe sukcesy w karierze osiągał w sezonie 2006/2007, kiedy zajął drugie miejsce w klasyfikacji końcowej Pucharu Świata na 100 m. Wyprzedził go tylko Japończyk Yūya Oikawa, a trzecie miejsce zajął Fin Pekka Koskela. Czterokrotnie stawał na podium zawodów PŚ, ale nigdy nie zwyciężył. Pierwszy raz w czołowej trójce uplasował się 17 grudnia 2005 roku w Inzell, zajmując drugie miejsce w biegu na 100 m. Ponadto 28 stycznia 2007 roku w Heerenveen, 4 marca 2007 roku w Calgary i 24 lutego 2008 roku w Heerenveen zajmował trzecie miejsce na tym samym dystansie. W sezonach 2005/2006 i 2007/2008 zajmował czwarte miejsce w klasyfikacji końcowej, przegrywając walkę o trzecie miejsce odpowiednio z Lee Kang-seokiem z Korei Południowej i Jōjim Katō z Japonii. Nigdy nie zdobył medalu na mistrzostwach świata, jego najlepszym wynikiem było siódme miejsce w biegu drużynowym wywalczone podczas dystansowych mistrzostw świata w Salt Lake City w 2007 roku. Indywidualnie najlepiej zaprezentował się na rozgrywanych trzy lata później mistrzostwach świata w wieloboju sprinterskim w Obihiro, gdzie był jedenasty. W 2006 roku wystąpił na igrzyskach olimpijskich w Turynie, gdzie w biegu na 500 m zajął 36. miejsce, a na dystansie 1000 m po upadku nie został sklasyfikowany. Na rozgrywanych cztery lata później igrzyskach w Vancouver zajmował odpowiednio 22. i 32. miejsce. W 2010 roku zakończył karierę.